# عباس بيضون
عباس بيضون شاعر وروائي وصحافي لبناني، ولد في مدينة صور عام 1945م و ينتمي من جهة الأم إلى العائلة العراقية. درس في الجامعة اللبنانية، وأمضى حياته متنقلاً ما بين بيروت، باريس، وبرلين، وهو المسؤول عن الصفحة الثقافية لصحيفة السفير اللبنانية، صدرت له مجموعة من الروايات منها مرايا فرانكنشتاين (2010)، وخريف البراءة (2016) التي حازت على جائزة الشيخ زايد للكتاب في فرع الآداب بدورته الحادية عشر، إضافة إلى نحو 9 دواوين شعرية، منها بطاقة لشخصين (2009) والموت يأخذ مقاساتنا (2008) الذي حاز على جائزة المتوسط في فئة الشعر، فيما تُرجمت قصائده إلى اللغة الإنجليزية، الفرنسية، الإيطالية والألمانية.

## مؤلفاته

### شعر
- صور قصيدة، شعر (1985)
- خلاء هذا القدح، شعر (1990)
- حجرات، شعر (1992)
- أشقاء ندمنا، شعر (1993)
- لمريض هو الأمل، شعر (1997)
- لُفِظ في البرد، شعر (2000)
- شجرة تشبه حطاباً، شعر (2005)
- الأعمال الشعرية، الجزء الأول (2007)
- ب.ب.ب، شعر (2007)
- الموت يأخذ مقاساتنا، شعر (2008)
- بطاقة لشخصين، شعر (2009)
- صلاة لبداية الصقيع، شعر (2014).[7]
- ميتافيزيق الثعلب، شعر(2017)
- الحداد لا يحمل تاجاً، شعر (2019).
- الحياة تحت الصفر، شعر (2021).[8]
- كلمة أكبر من بيت، شعر (2022).[9]

### روايات
- تحليل دم، رواية (2002)
- مرايا فرانكشتاين، رواية (2010)
- ألبوم الخسارة، رواية (2011)
- ساعة التخلي، رواية (2013)
- الشافيات، رواية (2013)
- خريف البراءة، رواية (2016)
- شهران لرُلى، رواية (2017)
- بين بابين، رواية (2020).
- علب الرغبة، رواية (2020).[10]
- الشيخ الأحمر، رواية (2024).[11]

### نثر وأخرى
- ربما قليلاً على الأرجح، نثر (2004)
- حسين مروة ولدت شيخاً وأموت طفلاً، سيرة ذاتية (2011)